# ブラック・プリンス級戦列艦
ブラック・プリンス級戦列艦（英語: Black Prince-class ships of the line）は、イギリス海軍の74門3等戦列艦。デンマーク海軍の捕獲艦クリスチャン7世を縮小した設計である。

## 同型艦
| 艦名               | 造船所   | 発注          | 進水          | その後     |
| ------------------ | -------- | ------------- | ------------- | ---------- |
| ウェルズリー       | ボンベイ | 1812年9月3日  | 1815年2月24日 | 1940年沈没 |
| ブラック・プリンス | ウリッジ | 1810年8月30日 | 1816年3月30日 | 1855年解体 |
| メルヴィル         | ボンベイ | 1813年9月6日  | 1817年2月17日 | 1873年売却 |
| ホーク             | ウリッジ | 不明          | 1820年3月16日 | 1865年解体 |